# Gouvernement Soro II
Pour les articles homonymes, voir Gouvernement Soro.
IIe République
Soro I Aké N'Gbo
Le deuxième gouvernement Guillaume Soro est le 11e gouvernement de la IIe République ivoirienne. Le 4 mars 2007, soit trois ans jour pour jour après les accords de Ouagadougou, le Premier ministre Guillaume Soro présente un nouveau gouvernement qui met fin à une période d'incertitude politico-sociale après la dissolution du gouvernement et de la Commission électorale indépendante (CEI) pour « dysfonctionnement manifeste de certains de ses services ». conformément à « l'article 48 » de la Constitution en vigueur. La formation du gouvernement fait suite à diverses manifestations pro et contre le régime présidentiel qui ont fait plus de 5 morts à travers le pays, sous la houlette du RHDP présidé par Alphonse Djédjé Mady qui regroupe entre autres le RDR (centre) de Dramane Ouattara et le PDCI (droite) de Konan Bédié. 
Le 23 février 2010, la première partie du gouvernement avec 17 postes pourvus est présentée à la nation, puis après de longues discussions pour le respect des différents accords et la constitution ivoirienne, le décret n°2010 - 32 du 4 mars 2010 porte nomination des membres du Gouvernement, modifiant et complétant le décret n° 2010-28 du 23 février 2010.
Ainsi, ce gouvernement comporte 28 membres : 
- 11 de l'opposition 
  - RDR : 4 membres
  - PDCI : 4 membres
  - PIT : 1 membre
  - MFA : 1 membre
  - UDPCI : 1 membre
- 16 de la mouvance présidentielle
  - FPI : 9 membres
  - FN : 6 membres
  - UDCY : 1 membre
- 1 de la société civile

## Composition
| Image | Poste                                                                       | Nom                    | Parti politique | Observations             |
| ----- | --------------------------------------------------------------------------- | ---------------------- | --------------- | ------------------------ |
|       | Premier ministre                                                            | Guillaume Soro         | FN              | sans changement          |
|       | Ministre d'État, Ministre du Plan et du Développement                       | Bohoun Bouabré         | FPI             | sans changement          |
|       | Ministre d'État, Ministre de la Justice et des Droits de l'Homme            | Mamadou Koné           | FN              | sans changement          |
|       | Ministre de l'Intérieur                                                     | Asségnini Tagro        | FPI             | sans changement          |
|       | Ministre de l'Économie et des Finances                                      | Charles Koffi Diby     | soc. civ        | sans changement          |
|       | Ministre de la Défense                                                      | Amani N'Guessan        | FPI             | sans changement          |
|       | Ministre des Affaires Étrangères et de l'Intégration Africaine              | Gervais Kacou          | PDCI            | nouveau ministre         |
|       | Ministre de la Jeunesse, des Sports et de la Salubrité Urbaine              | Théodore Mel Eg        | UDCY            | changement d'attribution |
|       | Ministre de la Production Animale et des Ressources Halieutiques            | Alphonse Douati        | FPI             | sans changement          |
|       | Ministre de l'Industrie et de la Promotion du Secteur Privé                 | Dosso Moussa           | FN              | changement d'attribution |
|       | Ministre des Mines et de l'Energie                                          | Komoé Kouadio          | FPI             | changement d'attribution |
|       | Ministre du Tourisme et de l'Artisanat                                      | Sidiki Konaté          | FN              | sans changement          |
|       | Ministre des Infrastructures Economiques                                    | Dagobert Banzio        | PDCI            | changement d'attribution |
|       | Ministre de la Communication                                                | Ibrahim Sy Savané      | FN              | sans changement          |
|       | Ministre de l'Education Nationale                                           | Gilbert Bleu-Lainé     | URD             | sans changement          |
|       | Ministre de la Construction, de l'Urbanisme et de l'Habitat                 | Tiémoko Meyliet Koné   | FN              | nouveau ministre         |
|       | Ministre de l'Agriculture                                                   | Sangafowa Coulibaly    | RDR             | nouveau ministre         |
|       | Ministre de l'Enseignement Supérieur et de la Recherche Scientifique        | Ibrahima Cissé         | FN              | sans changement          |
|       | Ministre de la Fonction publique et de l'Emploi                             | Émile Guiriéoulou      | FPI             | nouveau ministre         |
|       | Ministre de la Lutte contre le SIDA                                         | Christine Adjobi       | FPI             | sans changement          |
|       | Ministre de la Famille, de la Femme et des Affaires Sociales                | Jeanne Adjoua Peuhmond | RDR             | sans changement          |
|       | Ministre de l'Enseignement technique et de la Formation professionnelle     | Benjamin Atsé Yapo     | FPI             | nouveau ministre         |
|       | Ministre des Transports                                                     | Albert Flindé          | UDPCI           | nouveau ministre         |
|       | Ministre de la Santé et de l'Hygiène Publique                               | Eugène Aouélé Aka      | PDCI            | nouveau ministre         |
|       | Ministre du Commerce                                                        | Calice Yapo Yapo       | PDCI            | nouveau ministre         |
|       | Ministre des Nouvelles Technologies de l'Information et de la Communication | Gohorey Houga Bi       | RDR             | nouveau ministre         |
|       | Ministre de l'Environnement, des Eaux et Forêts                             | Karim Fadiga           | PIT             | nouveau ministre         |
|       | Ministre de la Culture et de la Francophonie                                | Azoumana Moutaye       | MFA             | nouveau ministre         |